# 毗盧溝摩崖造像
毗盧溝摩崖造像位於四川省資陽市安岳縣龍台鎮雙崗村一組長坡。該造像鑿於長坡西北崖壁，長40.6米，上下寬5米，共4金18尊造像，題記4通。造像主要刻三身佛、一佛二菩薩、柳本尊荊眼、斯臂等內容。第1號盒：三身佛盒，方形平頂盒，寬4.95米，高3.02米，深1.88米。主尊法身毗盧遮那佛，像高2.03米，肩寬0.76米，頭高0.85米，結蜘跌坐在金剛座上，頭戴縷空雕花寶冠，螺警外露，身著袒胸架槳，雙手於胸前作智拳印，面部豐滿圓潤，慈眉善目；左為報身盧舍那佛，右為應身釋迦摩尼佛，頭著螺誓，身著架槳，均結蜘跌坐于金剛座上。盒兩側各右一力士一供養人，共7尊。左側壁刻題記兩通，刻“嘉慶口口口口口”。左側侍女像高0.95米，肩寬0.40米。右側侍女像高1.05米，肩寬0.40米。右側壁刻題記一通，“道光八年六月二十三日重塑弟子彭紹端男文風立”。4號盒刻柳本尊修行圖，僅刻出“二煉”（劑限、斷臂）。它是安岳石刻中又一刻有川密柳本尊像的石窟，對研究大足安岳石刻有重要作用。1995年6月，毗盧溝摩崖造像被安岳縣人民政府公佈為縣級文物保護單位。2012年7月16日公佈為第八批四川省文物保護單位。